# NGC 5183
NGC 5183 (również PGC 47432 lub UGC 8485) – galaktyka spiralna (Sb), znajdująca się w gwiazdozbiorze Panny. Odkrył ją William Herschel 11 kwietnia 1787 roku. Jest to galaktyka z aktywnym jądrem typu LINER.